# لی یو یون
لی یو یون (کره‌ای: 이유연؛ زادهٔ ۴ سپتامبر ۲۰۰۰) شناگر اهل کره جنوبی است.
وی در مسابقات کشوری و بین‌المللی در مجموع برندهٔ ۱ مدال طلا، ۲ مدال نقره شده است.